# Jean Joseph Louis Frédéric de Carrière
Le chevalier Jean Joseph Louis Frédéric de Carrière est un haut fonctionnaire français, né à Montpellier le 26 février 1788, mort à Paris (10e) le 13 mars 1849.

## Biographie
Fils du secrétaire aux États Généraux de la province de Languedoc, il commence sa carrière en 1810 au Conseil d'État en qualité d'auditeur. L'année suivante, il devient sous-préfet de Carcassonne (Aude) et le reste jusqu'aux Cents Jours. Il reprend ses fonctions de sous-préfet de l'Aude sous la Restauration, et les quitte en 1816, époque de la suppression des sous-préfectures de chefs-lieux de départements. En 1815, sous la première Restauration, il est décoré de la croix de chevalier de la Légion d'honneur.
En 1816, il est nommé sous-préfet de Prades (Pyrénées-Orientales). Il y marque son passage en s'occupant de l'amélioration des routes.
Le 3 mai 1821, il est nommé sous-préfet d'Abbeville (Somme), où il est installé le 14 juillet. Il contribue activement à la création d'une bibliothèque publique dans le chef-lieu de l'arrondissement. Il s'occupe également à une traduction en vers des Bucoliques de Virgile.
Le 20 septembre 1829, il est nommé préfet de l'Ardèche et le reste jusqu'à la chute de Charles X, en 1830. Il refuse de se rallier au nouveau Gouvernement et s'oppose à ce que le drapeau tricolore soit arboré sur l'hôtel de ville. Le 7 août, il résilie lui-même ses fonctions de sous-préfet, ne pouvant les exercer conformément au serment prêté au dernier roi bourbon. Le roi lui avait accordé le titre de vicomte pendant son séjour à la préfecture de Privas.
Il rentre ensuite dans la vie privée et se fixe à Paris.
Il épouse, le 10 juillet 1826, au château de Freschines (Loir-et-Cher), sa cousine germaine, Marie-Antoinette-Louise-Elisabeth de Bénezet, et en a deux fils : Firmin-Louis-Albert, né à Abbeville (Somme) le 30 avril 1827, et Laurent-Louis-René de Carrière, futur capitaine au 3e régiment des tirailleurs algériens, né à Paris le 3 mai 1835.
Il est nommé membre résidant de la Société d'Émulation d'Abbeville le 9 janvier 1829, puis devient correspondant, jusqu'en 1843.

## Sources
- Les Préfets du 11 ventôse an VIII au 4 septembre 1870 : répertoires nominatif et territorial, Paris, Archives nationales, 1981.
- Armand Boucher de Crèvecœur, « Notices sur la vie et les œuvres des membres résidants de la Société d'Émulation d'Abbeville depuis sa fondation jusqu'à nos jours », Mémoire Société d'Émulation d'Abbeville, no tome 18, 4e série,‎ 1893, p. 244-245.
- Biographie des hommes du jour, éd. Germain Sarrut et B. Saint-Edme, Paris, H. Krabbe, 1841, tome 5, 2e partie, p. 240-241.
- Ex-libris, avec biographie, sur le site du Réseau des médiathèques de Montpellier agglomération.
- Armorial général des d'Hozier ou registres de la noblesse de France, registre 7 complémentaire, Paris, Firmin Didot, 1869, p. 437.